# Hypanthidium dentiventre
Hypanthidium dentiventre is een vliesvleugelig insect uit de familie van de Megachilidae. De wetenschappelijke naam van de soort is voor het eerst geldig gepubliceerd in 1904 door Heinrich Friese.